# Голинський Михайло (журналіст)
Миха́йло Голи́нський (1911, Вербівці, Королівство Галичини та Володимирії — 21 грудня 1942, Вербівці, Генерал-губернаторство) — український журналіст міжвоєнної доби, політичний в'язень польських концтаборів.

## Життєпис
Народився 1911 року в селянській сім'ї у Вербівцях на Покутті. Навчався в Коломийській українській гімназії. Опісля її завершення почав студіювати теологію в Станиславові. Провчившись там рік, переїхав до Львова, де жваво включився в громадське студентське життя, закінчив торговельну школу. Водночас розпочав дописувати до різних місцевих журналів та газет. Вже в ту пору за свою активну проукраїнську позицію кілька разів потрапляв до арешту в Городенці та Львові. 
У міжвоєнну добу був співробітником видавництва «Українська Преса». Був співредактором і готував до випуску сатиричний журнал «Комар», на сторінках якого опублікував чимало власних сатиричних віршів і фейлетонів під псевдонімами Гам та Гриць Муха. Був автором статей і репортажів для часописів «Новий Час», «Наш Прапор», «Народня Справа» та ін. 
У другій половині 1930-х вже хворого на недугу легенів Михайла Голинського за політичною статтею вкотре заарештувала польська поліція. Згодом його було ізольовано в концтаборі Береза Картузька. Після розвалу Польщі  восени 1939 року внаслідок нападу Німеччини і СРСР повертається пішки разом з іншими політичними в’язнями до Львова. Трохи поправивши здоров'я, він з дружиною знову покинув рідний край і перебрався за Сян. Там протягом року учителював на Холмщині, допоки недуга вкотре не звалила його з ніг. Востаннє дописував до друкованих органів «Українського Видавництва» у Кракові та Львові. 
Після короткочасного лікування в Криниці у 1941 році вирішив повернутися на малу батьківщину. Але у рідному селі на нього очікував новий і найболючіший удар — звістка про депортацію всієї його родини сталінським режимом. Від неї він так й не зміг оправитися та помер 21 грудня 1942 року. Похований при великому напливі людей на цвинтарі рідних Вербівців.